# Истоки тоталитаризма
«Истоки тоталитаризма» (The Origins of Totalitarianism) —  первая крупная работа Ханны Арендт, опубликованная в 1951 году, в которой она описывает и анализирует нацизм и сталинизм как основные тоталитарные и политические движения первой половины XX века. Книга вошла в список «Сто самых влиятельных книг послевоенного периода», составленный в 1995 году группой известных европейских интеллектуалов.
Истоки тоталитаризма впервые опубликовали на английском языке в 1951 году. Немецкий перевод был опубликован в 1955 году как Elemente und Ursprünge totaler Herrschaft («Элементы и истоки тоталитарного правления»). Второе расширенное издание было опубликовано в 1958 году и содержало две дополнительные главы, заменившие её оригинал «Заключительные замечания». Глава тринадцатая была озаглавлена «Идеология и террор: новая форма правления», которую опубликовали отдельно в 1953 году. Глава четырнадцатая была связана с Венгерской революцией 1956 года., озаглавленная «Эпилог: размышления о венгерской революции». В последующих изданиях эта глава пропущена, и она была опубликована отдельно на английском языке («Totalitarian Imperialism: Reflections on the Hungarian Revolution») и на немецком языке («Die ungarische Revolution und der totalitäre Imperialismus») в 1958 году. На русском языке издана в 1996 году и переиздана в 2021

## Структура и содержание
«Истоки тоталитаризма», как и многие книги Арендт, структурированы как три эссе: «Антисемитизм», «Империализм» и «Тоталитаризм». В книге описаны различные предпосылки и последующий рост антисемитизма в Центральной, Восточной и Западной Европе в начале и середине XIX века; затем исследует новый империализм с 1884 года до начала Первой мировой войны (1914—1918); затем прослеживается появление расизма как идеологии и его современное применение в качестве «идеологического оружия для империализма» бурами во время Великого похода (1830—1840-е годы) в начале XIX века. В этой книге Арендт утверждает, что тоталитаризм был «новой формой правления», которая «существенно отличается от других известных нам форм политического угнетения, таких как деспотизм, тирания и диктатура» тем, что он применял террор для подчинения массового населения, а не просто политических противников. Она также утверждает, что еврейство было не оперативным фактором Холокоста, а просто удобным посредником. Тоталитаризм в Германии, в конце концов, был связан с террором и последовательностью, а не только с уничтожением евреев. Ключевым понятием, вытекающим из этой книги, стало применение фразы Канта «Радикальное зло», который она применила к мужчинам, которые создали и осуществили такую тиранию и их описание их жертв как «лишних людей».

### Анализ антисемитизма и империализма
Арендт начинает книгу с анализа роста антисемитизма в Европе, в частности, на тему Дрейфуса. Затем она обсуждает научный расизм и его роль в колониальном империализме, который характеризуется неограниченной территориальной и экономической экспансией. Эта неограниченная экспансия обязательно противостояла сама себе и была враждебна территориально-разграниченному национальному государству, Арендт прослеживает корни современного империализма в накоплении избыточного капитала в европейских национальных государствах в течение XIX века. Этот капитал требовал иностранных инвестиций за пределами Европы, чтобы быть продуктивным, и политический контроль должен был быть расширен за границей, чтобы защитить инвестиции. Затем она исследует «континентальный империализм» (пангерманизм и панславизм) и появление «движений», подменяющих собой политические партии. Эти движения враждебны государству и парламенту и постепенно институционализируют антисемитизм и другие виды расизма. Арендт заключает, что, хотя итальянский фашизм был националистическим авторитарным движением, нацизм и сталинизм были тоталитарными движениями, которые стремились устранить все ограничения власти этого движения.

### Механика тоталитарных движений
Последний раздел книги посвящен описанию механики тоталитарных движений с упором на нацистскую Германию и Советский Союз. Здесь Арендт обсуждает превращение классов в массы, роль пропаганды в борьбе с нетоталитарным миром и использование террора, необходимого для этой формы правления. По словам Арендт, тоталитарные движения в корне отличаются от автократических режимов, поскольку автократические режимы стремятся лишь получить абсолютную политическую власть и объявить вне закона оппозицию, в то время как тоталитарные режимы стремятся доминировать во всех аспектах жизни каждого человека в качестве прелюдии к мировому господству. Она заявляет:
 … Интеллектуальная, духовная и художественная инициатива столь же опасна для тоталитаризма, как и гангстерская инициатива мафии, и обе они более опасны, чем просто политическая оппозиция. Последовательное преследование каждой высшей формой интеллектуальной деятельности новыми массовыми лидерами происходит не только от их естественной обиды против всего, что они не могут понять. Тотальное доминирование не допускает свободной инициативы в любой сфере жизни, для любой деятельности, которая не является полностью предсказуемой. Тоталитаризм у власти неизменно заменяет все первоклассные таланты, независимо от их симпатий, теми ненормальными и дураками, чье отсутствие интеллекта и творчества все ещё является лучшей гарантией их лояльности. 
Арендт обсуждает использование подставных организаций, фальшивых правительственных учреждений и эзотерических доктрин в качестве средства сокрытия радикальной природы тоталитарных целей от нетоталитарного мира. Последний раздел, добавленный ко второму изданию книги в 1958 году, предполагает, что индивидуальная изоляция и одиночество являются предварительными условиями для тоталитарного господства.

## Восприятие
«Le Monde» поместил книгу в число 100 лучших книг любого вида XX века, в то время как «National Review» поместило её на 15-е место в списке 100 лучших научно-популярных книг века — Intercollegiate Studies Institute (англ., ISI) перечислил его среди 50 лучших научных книг века. Книга оказала большое влияние на Нормана Подгореца, который сравнил удовольствие от чтения с удовольствием от чтения великого стихотворения или романа.
Историк Айра Каценельсон, сравнивая академическую рецепцию «Истоков тоталитаризма» с рецепцией «Великой трансформации» Карла Поланьи, писал, что эти работы крайне прохладно восприняли «внутри мейнстримовых дисциплин и на протяжении многих лет часто отвергали как несистематические, противоречивые и эмпирически несостоятельные». Книга вызвала критику, в том числе статья в «Times Literary Supplement» в 2009 году профессора Чикагского университета Бернарда Вассерштейна (англ.). Вассерштейн цитировал систематическую интернализацию Арендт различных антисемитских и нацистских источников и книг, с которыми она была знакома, которые привели к использованию многих из этих источников в качестве авторитетных в её книге, хотя это не было подтверждено другими учеными.